# Bing-Test
Der Bing-Test ist ein Stimmgabeltest der Hals-Nasen-Ohren-Heilkunde, mit dem der Okklusionseffekt beim Verschluss eines Gehörganges demonstriert werden kann. Der Test kann zur Unterscheidung zwischen Schallempfindungsstörung und Schallleitungsstörung an einem Ohr verwendet werden.
Es wird der Fuß einer schwingenden Stimmgabel auf den Warzenfortsatz des Schläfenbeines („Mastoid“, lateinisch Processus mastoideus, ein Knochenfortsatz des Schläfenbeins direkt hinter dem Ohr) aufgesetzt und der Gehörgang mit dem Finger verschlossen bzw. wieder geöffnet. Der Verschluss des Gehörganges führt beim Normalhörenden und beim Schallempfindungsgestörten zu einer Änderung der Hörempfindung, insbesondere erscheint der gehörte Ton lauter. Beim Schallleitungsgestörten tritt dieser Effekt nicht auf.
Noch deutlicher wird der Effekt, wenn die Stimmgabel wie beim Weber-Test auf den Scheitel gesetzt wird, da es beim Verschluss des Gehörganges nun zu einer Lateralisation kommt, der Ton also im verschlossenen Ohr gehört wird.
Bekannt wurde der Bing-Test als „Faux-Bing“, als „falscher Bing-Test“. Wenn man bei einer einseitigen Schallleitungsstörung mit Lateralisation des Tones ins schallleitungsgestörte Ohr beim Weber-Test den Gehörgang des anderen, normalen Ohres verschließt, wird nun der Ton nicht im verschlossenen Ohr gehört, also auf die andere Seite lateralisiert, sondern der Ton „bleibt“ im schallleitungsgestörten Ohr und wird dort lauter gehört.